# الأمريكي (رواية)
الأمريكي (بالإنجليزية: The American)‏ هي رواية بقلم هنري جيمس، نشرت أولًا بشكل مسلسل في جريدة أتلانتيك الشهرية بين عامي 1876-1877 ثم في شكل كتاب عام 1877. الرواية هي مزيج غير مستقر من الكوميديا الاجتماعية والميلودراما وتحكي عن مغامرات كريستوفر نيومان، هو رجل أعمال أمريكي طيب القلب ولكنه أخرق يذهب في أول جولة له في أوروبا. يبحث نيومان عن عالم مختلف من العالم البسيط والقاسي الذي عاشه رجال الأعمال الأميركيين في القرن التاسع عشر. يواجه نيومان جمال وقبح أوروبا في رحلته، ويتعلم ألا يعتبر أي شيء أمرًا مُسَلّمًا به. يتعلق جوهر الرواية بحبّ نيومان لأرملة شابة من عائلة أرستقراطية باريسية.

## روابط خارجية
- الأمريكي على موقع الموسوعة البريطانية (الإنجليزية)